# نين (لقب)

نين وهي كلمة سومرية وباللغة الأكادية إيريش وهو لقب معناه السيدة أو الملكة أو الكاهنة وبعض الآلهة وجدت بها هذا الاسم منها نينغال ونينورتا.